# Bythinella dacica
Bythinella dacica е вид коремоного от семейство Hydrobiidae. Видът не е застрашен от изчезване.

## Разпространение и местообитание
Разпространен е в Румъния.
Обитава сладководни басейни и потоци.